# Andrés Bello (khu tự quản)
Andrés Bello là một khu tự quản thuộc bang Mérida, Venezuela. Thủ phủ của khu tự quản Andrés Bello đóng tại La Azulita. Khự tự quản Andrés Bello có diện tích 398 km2, dân số theo điều tra dân số ngày 21 tháng 10 năm 2001 là 11652 người.